# Amanda (voornaam)
Amanda is een meisjesnaam die afkomstig is van het Latijnse werkwoord amare, dat "houden van" betekent, of van het Latijnse amandus, "lieflijk, beminnenswaardig". De naam betekent letterlijk "een meisje dat bemind moet worden", ofwel "een beminnelijk meisje". Varianten op deze naam zijn Manda of Mandy. De mannelijke vorm is Amand of Amandus.
De naam Amanda kwam voor het eerst voor in 17e-eeuwse Engelse gedichten en romans. De naam is dan ook vanuit het Engels naar Nederland en Vlaanderen gekomen.

## Bekende naamdraagsters

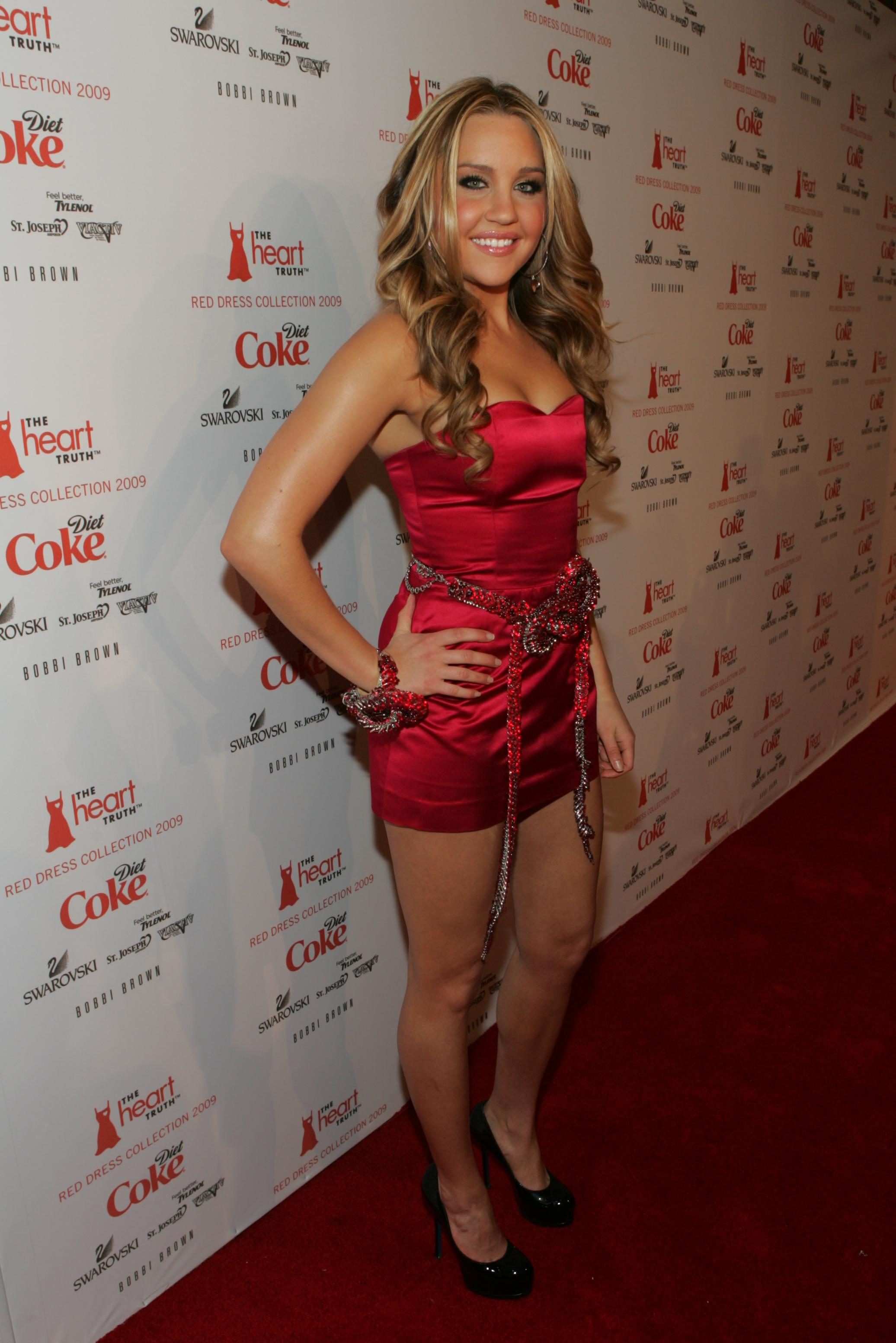
Amanda Bynes

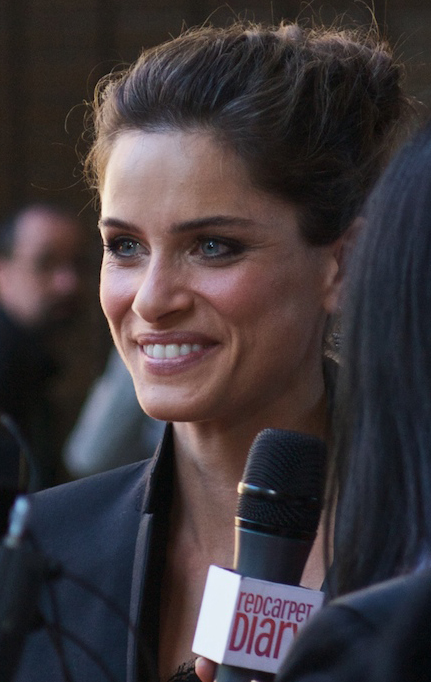
Amanda Peet

- Amanda Ammann
- Amanda Beard
- Amanda Bearse
- Amanda Blake
- Amanda Burton
- Amanda Bynes
- Amanda Castro
- Amanda Coetzer
- Amanda Crew
- Amanda Detmer
- Amanda Donohoe
- Amanda Elliott
- Amanda Foreman
- Amanda Fuller
- Amanda Gosseling
- Amanda Jane Galloway
- Amanda Holden
- Amanda Lear
- Amanda Marshall
- Amanda Michalka
- Amanda Pace
- Amanda Palmer
- Amanda Peet
- Amanda Plummer
- Amanda Redman
- Amanda Root
- Amanda Seyfried
- Amanda Spoel
- Amanda Strydom
- Amanda Tapping
- Amanda Weir
- Amanda Wilson